# دقة ومراجعة

الدقة والإرجاع هو مفهوم في الرياضيات وفي علم الحاسوب المختص في مجال استرجاع المعلومات. الدقة هي معيار يقاس من خلال حساب عدد النتائج المتعلقة بالبحث على عدد النتائج المسترجعة الكلية. بينما الإرجاع يقاس من خلال حساب عدد النتائج المتعلقة بالبحث على عدد النتائج الكلية.
لنفرض ان هناك جهاز يستطيع اكتشاف مرض سرطان الرئة من خلال الصور. قام هذا الجهاز بإرجاع 7 نتائج, 4 منها نتائج صحيحة وثلاثة خاظئة، وعدد الصور الكلية التي تحتوي على مرض سرطان الرئة هي 9. في هذه الحالة نقول أن معيار الدقة هو 4/7 بينما مقياس الإرجاع هو 4/9.
لنأخذ مثال آخر: في حالة عمل عملية بحث عن سيارة جاغوار، لو كانت النتائج المرتجعة هي 20 صورة لسيارة الجاعوار وعشرة صور لحيوان الجاغوار تكون الدقة 20/30 بينما هناك 40 صورة أخرى لسيارة الجاغوار لم يتم استرجاعها من خلال محرك البحث، عندئذ نقول أن مقياس الإرجاع هو 20/60

## مقدمة
تعرف الدقة بأنها عدد الوثائق المتعلقة بالبحث التي تم استرجاعها تقسيم العدد الكلي للوثائق المسترجعة. في حين يعرف الإرجاع بأنه عدد الوثائق المتعلقة بالبحث التي تم استرجاعها تقسيم المجموع الكلي للوثائق المتعلقة بالبحث - سواء التي تم استرجاعها أو لم يتم -.
يمكن التعبير عن ذلك بالنحو التالي:
{\displaystyle {\text{precision}}={\frac {|\{{\text{relevant documents}}\}\cap \{{\text{retrieved documents}}\}|}{|\{{\text{retrieved documents}}\}|}}}
{\displaystyle {\text{recall}}={\frac {|\{{\text{relevant documents}}\}\cap \{{\text{retrieved documents}}\}|}{|\{{\text{relevant documents}}\}|}}}